# Generazione X (film)
Generazione X (Mallrats) è un film del 1995 diretto da Kevin Smith.
È il secondo film dell'universo cinematografico View Askewniverse, iniziato l'anno prima con Clerks - Commessi.

## Trama
Brodie Bruce è un ragazzo innamorato di fumetti e videogiochi che viene lasciato dalla ragazza Rene Mosier. Deciso a riconquistarla chiede aiuto al suo amico T.S. Quint, anche lui mollato dalla fidanzata Brandi Svenning. Partono così verso il centro commerciale cittadino dove, con l'aiuto (tra gli altri) di Jay e Silent Bob e Stan Lee, riescono a riconquistare le loro ragazze dopo mille avventure.